# Алабама (річка)
Алаба́ма (англ. Alabama) — річка на півдні США, головним чином в штаті Алабама. Утворюється злиттям річок Куса і Таллапуса, стікаючих з південних відрогів Аппалачів. Довжина 640 км (від витоку Куси — 1 064 км), площа басейну 115 тисяч км².
Річка протікає по Примексиканській низовині. Зливаючись з річкою Томбігбі, впадає (під назвою Мобіл) в затоку Мобіл Мексиканської затоки, утворюючи дельту. Середня витрата води 1 790 м³/с. Судноплавна від міста Монтгомері. У гирлі — морський порт Мобіл.